# Émile Zermani
Émile Zermani, né le 25 septembre 1910 aux Attafs (Algérie) et mort le 10 mai 1983 à Marseille (France), est un footballeur professionnel français. Il a la particularité d'être le premier footballeur à marquer un but au Stade Vélodrome, à l'occasion un match amical disputé entre l'Olympique de Marseille et les Italiens de l'AC Torino (qui se conclut sur le score de 2 à 1 pour les Olympiens), le 13 juin 1937.

## Biographie
Une des grandes figures de Marseille des années 1930, il remporta un titre de champion de France et deux coupes.
Son poste de prédilection est attaquant. Il ne compte qu'une sélection en équipe de France de football, Suisse-France à Genève en 1935. 

## Carrière
- Olympique de Marseille (1933-1939)

## Palmarès
- Champion de France (1937) avec l'Olympique de Marseille
- Vainqueur de la Coupe de France (1938 et 1935) avec l'Olympique de Marseille